# La Palma (Granada)
La Palma, denominada habitualmente Cuesta de la Palma o Cuesta La Palma, es una localidad española perteneciente al municipio de Loja, en la provincia de Granada, comunidad autónoma de Andalucía. Está situada en el extremo occidental de la comarca de Loja, siendo el pueblo más occidental de la provincia. A dos kilómetros del límite con la provincia de Málaga, cerca de esta localidad se encuentran los núcleos de Cuesta Blanca y Fuente Camacho.